# Casal Masferrer-Perpinyà
L'origen del Casal Masferrer es remunta al 1377, quan Maria Boada va donar tots els seus bens al seu fill Berenguer amb motiu del seu matrimoni. Durant el segle xvii els Masferrer es van emparentar amb la família Perpinyà i des de llavors les dues nissagues porten el nom combinat Masferrer-Perpinyà.
El casal de la família Masferrer-Perpinyà va tenir un paper rellevant durant la Guerra de Successió 1710-1714. Antoni Grat de Perpinyà, casat amb l'hereva de la família Masferrer, va tenir un paper destacat en la defensa del setge de Barcelona de 1706, mèrit pel qual va rebre de l'Arxiduc Carles d'Àustria el títol de noblesa. El 30 de gener de 1710 l'arxiduc Carles, pretendent a la Corona Espanyola, va fer parada a Granollers, sopant a Can Perpinyà-Masferrer, i instal·lant-s'hi fins l'endemà.
El 1714 però, Antoni Grat de Perpinyà i altres nobles del país van acabar signant l'adhesió a Felip V i renunciant als títols que havia rebut de Carles. Tanmateix, el seu fill Francesc de Perpinyà s'oposà a la decisió del seu pare i va entrar al govern de la Generalitat de Catalunya com a oïdor militar.